# 小行星9011
小行星9011（英語：9011）是一颗围绕太阳公转的小行星。1984年9月20日，安東寧·姆爾科斯在克列特发现了此天体。
这颗小行星的绝对星等为69.46507等。